# Институт ядерных исследований РАН
Институт ядерных исследований Российской академии наук — одно из исследовательских учреждений России.

## История ИЯИ РАН
Институт ядерных исследований Российской академии наук (ИЯИ РАН, ранее ИЯИ АН СССР) образован постановлением Президиума Академии наук Союза ССР от 24 декабря 1970 года № 1051 на основе решения Правительства, принятого по инициативе Отделения ядерной физики, в целях создания современной экспериментальной базы и развития исследований в области физики элементарных частиц, атомного ядра, физики космических лучей и нейтринной астрофизики.
Академик М. А. Марков, совместно с выдающимися советскими физиками лауреатом Нобелевской премии академиком И. М. Франком, академиком Н. Н. Боголюбовым и др. сыграл в создании Института ядерных исследований РАН решающую роль. Благодаря его влиянию в институте сформировались два направления исследований: физика микромира — физика малых расстояний и больших энергий, а также астрофизика — физика больших расстояний, наука о жизни Вселенной.
Институт был образован на базе трёх лабораторий ядерного профиля Физического института АН СССР, у истоков которой стоял академик В. И. Векслер:
- лаборатория атомного ядра, возглавляемая лауреатом Нобелевской премии академиком И. М. Франком;
- лаборатория фотоядерных реакций, под руководством Л. Е. Лазаревой;
- лаборатория «Нейтрино», широко известная благодаря трудам академиков Г. Т. Зацепина и А. Е. Чудакова.

При создании Институту были поставлены задачи сооружения в Научном центре академии наук в г. Троицке Московской области мезонной фабрики на основе сильноточного линейного ускорителя протонов и отрицательных ионов водорода на энергию 600 МэВ. А также создания в Баксанском ущелье в Приэльбрусье комплекса подземных низкофоновых лабораторий с нейтринными телескопами.
С 1980 года в Институте развиваются работы по глубоководному детектированию мюонов и нейтрино на Байкальском глубоководном нейтринном телескопе.
С 1980 года при ИЯИ начала работу Научная Артёмовская нейтринная станция в Донецкой области.

## Основные направления научных исследований ИЯИ РАН
- физика элементарных частиц, физика высоких энергий, теория калибровочных полей и фундаментальных взаимодействий, космология;
- нейтринная астрофизика, нейтринная, гамма- и гравитационно-волновая астрономия, физика космических лучей, физика и техника нейтринных телескопов в низкофоновых подземных и подводных лабораториях;
- физика атомного ядра, релятивистская ядерная физика;
- физика конденсированных сред, материаловедение, в том числе радиационное материаловедение, нейтронная физика, физика и техника источников нейтронов;
- физика и техника ускорителей; физика пучков заряженных частиц;
- междисциплинарные исследования, прикладная ядерная физика, радиоизотопные исследования, ядерная медицина, электроядерная трансмутация делящихся материалов, проблемы экологической безопасности, информационные технологии в экспериментальной и теоретической физике.

## Структура и численность ИЯИ РАН
В настоящее время ИЯИ РАН является одним из ведущих ядерно-физических научных центров. Его подразделения находятся в Москве, в городском округе Троицк (Москва), БНО РАН (Эльбрусский р-он, КБР), на озере Байкал, нейтринные установки расположены в Артёмовске (Украина) и Гран Сассо (Италия).
В ИЯИ РАН 12 научных отделов и лабораторий, в том числе, Баксанская нейтринная обсерватория, Байкальская нейтринная обсерватория, Научно-образовательный центр, включающий 3 профилирующие кафедры и 2 совместные с университетами лаборатории, аспирантуру по направлению подготовки 03.06.01 «Физика и астрономия».
В Институте работает 1025 человек, из них 55 докторов наук, 137 кандидатов наук. В том числе 3 академика РАН (В. А. Матвеев, В. А. Рубаков, И. И. Ткачёв) и 6 членов-корреспондентов РАН (В. Н. Гаврин, Д. С. Горбунов, Г. В. Домогацкий, Л. В. Кравчук, О. Г. Ряжская, С. В. Троицкий), 4 профессора РАН, 2 заслуженных деятеля науки и техники, 11 профессоров, 2 Заслуженных профессора Московского университета; лауреат Ленинской и 3 лауреата Государственной премий, 3 лауреата Премии Правительства РФ; лауреат Премии Правительства Москвы для молодых учёных; лауреат Премии Президента Российской Федерации для молодых учёных; лауреат Золотой медали и 6 лауреатов премий Российской академии наук имени выдающихся учёных; 13 лауреатов Золотых медалей с премией для молодых учёных Российской академии наук; лауреат Демидовской премии; 19 лауреатов различных международных премий и др.
Институт уделяет большое внимание, подготовке высококвалифицированных научных кадров, обучая студентов на базовых кафедрах «Фундаментальные взаимодействия и космология» МФТИ и «Физика частиц и космология» МГУ, на других кафедрах МГУ, МИФИ, КБГУ, Южного федерального университета и в аспирантуре.
В Институте существует Научно-образовательный центр, координирующий обучение и научную работу студентов и аспирантов, действует Совет по защите диссертаций Д 002.119.01
Институт сотрудничает с ведущими научными центрами России и мира: ФИАН, ИФВЭ, ПИЯФ, ИТЭФ, МФТИ, МИФИ, НИИЯФ МГУ, ИГУ, ИФВД, ИК РАН, НИЦ КИ, ОИЯИ, ЦЕРН; INFN (Италия); DESY, GSI, BJO-OD, KIT (Германия); ORNL, LANL, BNL, FERMILAB (США); TRIUMF (Канада); J-PARC, KEK (Япония) и многими другими.

## Учёные
Директора института:
- 1970—1986 — А. Н. Тавхелидзе
- 1987—2014 — В. А. Матвеев
- 2015—2020 — Л. В. Кравчук
- с 2020 года — М. В. Либанов

В Институте работали выдающиеся учёные:
- Франк, Илья Михайлович (1908—1990)
- Марков, Моисей Александрович (1908—1994)
- Чудаков, Александр Евгеньевич (1921—2001)
- Зацепин, Георгий Тимофеевич (1917—2010)
- Лобашёв, Владимир Михайлович (1934—2011)
- Кузьмин, Вадим Алексеевич (1937—2015)
- Ткачёв, Фёдор Васильевич (1956—2021)

## Уникальные научные установки мирового класса, созданные Институтом[3]

### Комплекс линейного ускорителя протонов в Троицке
— центр коллективного пользования, предназначен для проведения экспериментов на сильноточных пучках протонов, отрицательных ионов водорода и вторичных частиц, в области физики элементарных частиц, атомного ядра, физики ускорителей заряженных частиц и нейтронных источников, физики конденсированных сред, радиационного материаловедения, радиохимии, производства радиоактивных изотопов для медицины и промышленности, медицинской диагностики, пучковой и радиотерапии, исследований по переработке радиоактивных отходов и электроядерному способу получения энергии, проведению нейтринных экспериментов и др.
Комплекс включает в себя:
- сильноточный линейный ускоритель протонов и отрицательных ионов водорода, с проектной энергией до 600 МэВ, средним током пучка до 0,5 мА, импульсным током до 50 мА;
- экспериментальный зал с каналами первичных и вторичных частиц различной энергии, экспериментальными установками, системой диагностики пучков;
- Нейтронный комплекс, включающий импульсный источник нейтронов с интенсивностью до 1015 н/с, спектрометр по времени замедления нейтронов в свинце, комплекс нейтронографических, рентгеновских установок и мёссбауэровский спектрометр для исследования материалов;
- комплекс производства радиоактивных изотопов для медицины и промышленности на отводе протонного пучка 160 МэВ (82Sr, 68Ge, 109Cd, 22Na, 117mSn, 225Ac, 223Ra и др.);
- комплекс лучевой терапии, включающий рентгеновский томограф, рентгеновскую облучательную установку, электронный ускоритель для гамма-облучения, канал протонного пучка.

### Установка Троицк ню-масс
Служит для прямого измерения массы электронного антинейтрино, образующегося при β-распаде трития. Знание абсолютной шкалы масс и числа массовых состояний нейтрино имеет фундаментальное значение, как для физики частиц, так и для космологии, где сумма масс всех типов нейтрино определяет динамику эволюции Вселенной.
Использование сверхпроводящих магнитов позволило развить новый метод исследования спектра β-распада трития. В Институте создана уникальная установка, состоящая из электростатического спектрометра с адиабатической магнитной коллимацией и безоконного газового источника, имеющая одновременно рекордно высокие разрешение и светосилу.
Получен лучший в мире результат: величина массы покоя электронного антинейтрино не превышает 2,05 эВ/с2 на уровне достоверности 95 %.
Установка модернизирована для прецизионного измерения бета спектра от распадов трития с целью поиска стерильных нейтрино в диапазоне масс до 5—6 кэВ, возможно, до 7 кэВ, при отсутствии дополнительных систематических эффектов.

### Баксанская нейтринная обсерватория ИЯИ РАН
Расположена в Эльбрусском районе, КБР на высоте 1700 метров над уровнем моря. Подземные объекты обсерватории находятся на различных расстояниях от устья штольни, уходящей на 4 км в толщу горы Андырчи (высота горы 3937 м).
В составе обсерватории:
- Баксанский подземный сцинтилляционный телескоп БПСТ объёмом 3000 м³. на глубине более 800 метров водного эквивалента;
- нагорная установка АНДЫРЧИ для регистрации Широких атмосферных ливней, расположенная над БПСТ на площади 50 тысяч м²;
- комплекс наземных установок, включающий в себя установку Ковёр, Большой мюонный детектор, нейтронный монитор. Комплекс предназначен для исследования жёсткой компоненты космических лучей и ШАЛ;
- галлий-германиевый нейтринный телескоп с 50-тонной металлической галлиевой мишенью и лабораторией извлечения атомов германия, на глубине 4700 метров водного эквивалента. На базе телескопа начались работы по проведению эксперимента BEST;
- низкофоновые лаборатории на глубине 660, 1000 и 4900 метров водного эквивалента.

Обсерватория представляет собой центр коллективного пользования для проведения широкого круга работ в области фундаментальной и прикладной физики.
Подземные телескопы входят в мировую сеть наблюдения процессов в околоземном и галактическом пространстве.
Направления научных исследований:
- исследование внутреннего строения и эволюции Солнца, звёзд, ядра Галактики и других объектов Вселенной путём регистрации их нейтринного излучения;
- исследование свойств нейтрино с искусственными нейтринными источниками;
- поиск новых частиц и сверхредких процессов, предсказываемых современными теориями элементарных частиц, на недоступном другим уровне чувствительности;
- исследование космических лучей высоких энергий, гамма-астрономия, поиск гравитационных волн;
- исследование влияния космических факторов на процессы в атмосфере и на поверхности Земли.

На Баксанской нейтринной обсерватории на базе галлий-германиевого нейтринного телескопа запускается новый эксперимент BEST (Baksan Experiment on Sterile Transitions) по поиску стерильного нейтрино. На базе регистрирующей широкие атмосферные ливни установки «Ковёр» создана гамма-обсерватория «Ковёр-3», которая должна достигнуть лучшей в мире чувствительности к астрофизическому гамма-излучению с энергиями выше 100 ТэВ. В планах ИЯИ РАН — создание Троицкого аксионного солнечного телескопа TASTE. Институтом предложен проект установки класса «мега-сайенс» «Многоцелевая нейтринная обсерватория», включающий увеличение рабочего объёма нейтринного телескопа Baikal-GVD до 1 км³ и создание уникального жидкосцинтилляторного ультранизкофонового детектора нейтрино в подземном тоннеле Баксанской нейтринной обсерватории — Нового Баксанского нейтринного телескопа (НБНТ).

### Байкальская нейтринная обсерватория ИЯИ РАН
Байкальский глубоководный нейтринный телескоп установлен в 3,5 км от берега на глубине 1100—1300 метров в Южной котловине озера Байкал. Состоит из пространственной решётки приёмников света (ФЭУ), регистрирующих вспышки черенковского свечения, вызываемые прохождением релятивистских нейтрино и мюонов через водную среду. Телескоп предназначен для исследований природных потоков мюонов и нейтрино высоких энергий и поиска новых частиц: магнитных монополей, WIMP, частиц кандидатов на роль «тёмной материи» и др.
По своей эффективной площади и наблюдаемому объёму водной среды телескоп входит в число крупнейших в мире детекторов нейтрино. Планируется довести эффективный объём телескопа до 1 км³. В 2019 году Учёные Института ядерных исследований РАН совместно с российскими и зарубежными коллегами во время экспедиции на озеро Байкал ввели в строй пятый кластер создаваемого глубоководного нейтринного телескопа кубокилометрового масштаба Baikal-GVD. Комплекс телескопа является многофункциональной лабораторией, позволяющей вести исследования в области гидрологии, лимнологии, геофизики самыми современными средствами измерений. Контроль состояния водной среды является мощнейшим средством мониторинга экосистемы Южной котловины озера Байкал, наиболее подверженной антропогенному воздействию.
На базе телескопа действует центр коллективного пользования «Байкальская нейтринная обсерватория». Телескоп входит в глобальную мировую сеть нейтринных телескопов GNN.

### Артёмовский сцинтилляционный детектор
Расположен в городе Соледар Донецкой области Украины.

## Основные достижения
Создаются новые, развиваются и модернизируются имеющиеся уникальные научные установки в том числе, в качестве центров коллективного пользования, позволяющие проводить фундаментальные и прикладные научные исследования на мировом уровне в широком спектре направлений современной физики.
Сохраняется и пополняется коллектив учёных высокого класса, работы которых получили широкое признание в мире, выросли научные школы, воспитавшие многочисленных специалистов; создана система подготовки высококвалифицированных научных кадров.
Широко известны результаты теоретических исследований учёных Института в области физики высоких энергий, элементарных частиц и космологии, в том числе: разработка методов теории возмущений в квантовой теории поля, изучение основного состояния (вакуума) в калибровочных теориях, разработка методов исследования динамики сильных взаимодействий адронов вне рамок теории возмущений, исследование процессов, выходящих за рамки стандартной модели элементарных частиц, построение многомерных теорий, разработка принципов и поиск механизмов образования барионной асимметрии Вселенной, изучение взаимосвязи физики частиц, астрофизики и космологии, построение моделей тёмной материи и тёмной энергии.
Сотрудники института внесли существенный вклад в создание ускорителя и детекторов Большого адронного коллайдера (ЦЕРН). Они активно участвовали в открытии бозона Хиггса и пентакварка, в исследовании и обосновании основных направлений поиска физики за пределами Стандартной модели. Впервые в истории ЦЕРНа руководителем эксперимента (NA64) является российский учёный — сотрудник ИЯИ РАН. В этом эксперименте установлены рекордные ограничения на существование лёгких тёмных фотонов.
В результате прямого поиска в эксперименте Троицк-ню-масс получено лучшее и пока непревзойдённое ограничение на массу активного нейтрино. В настоящее время эксперимент продолжает работы по поиску стерильных нейтрино и уже получил лучшие в мире ограничения на существование этой гипотетической частицы.
В глубоководных экспериментах были получены ограничения на поток высокоэнергичных природных нейтрино, на существование новых гипотетических частиц; создан проект и начато строительство телескопа размером 1 км³.
В рамках международной сети мониторинга нейтринного излучения от взрывов сверхновых получено лучшее ограничение на частоту гравитационных коллапсов звёзд в Галактике.
В международных экспериментах с длинной базой внесён существенный вклад в создание детекторов частиц и получены параметры осцилляций нейтрино. За эксперименты по нейтринным осцилляциям в 2016 году сотрудники Института в составе коллаборации T2K были награждены престижной международной премией «Премия за прорыв» по фундаментальной физике.
Получены новые экспериментальные данные по ядерным реакциям с участием протонов и нейтронов средних энергий, по фотоядерным реакциям, в том числе, исследована спиновая структуры протона с помощью активной поляризованной мишени, наблюдены новые эффекты при столкновениях релятивистских ядер, дано начало новому научному направлению, получившему название «ядерная фотоника». Дано объяснение ядерного глория эффекта, или эффекта обратной фокусировки.
Получены новые данные при исследовании широких атмосферных ливней вблизи излома энергетического спектра и при ультравысоких энергиях, соответствующих обрезанию Грейзена — Зацепина — Кузьмина, путём измерения осцилляций нейтрино в эксперименте со сверхкороткой базой, как на установках Института, так и в ведущих международных коллаборациях.
Ведётся многолетний мониторинг и получен наиболее статистически обеспеченный результат в мире по измерению потока солнечных нейтрино, разработан и осуществляется проект нового эксперимента BEST по определению фундаментальных свойств нейтрино.
В рамках международных коллабораций достигнута рекордная точность измерения параметров редких распадов каонов.
Получены лучшие в мире ограничения на вероятности двойного К-захвата в 78Kr, 124Xe и двойных бета-распадов ряда элементов. В эксперименте GERDA для периода двойного безнейтринного β-распада изотопа 76Ge получен верхний предел, являющийся наилучшим мировым достижением.
Обнаружен рекордный коллапс элементарной ячейки кристалла, содержащего церий при высоком давлении, исследован эффект вытеснения магнитного поля из сверхпроводящего сероводорода H2S при высоком давлении и рекордно высокой температуре.
На спектрометре по времени замедления нейтронов в свинце СВЗ-100 получен ряд уникальных нейтронных данных для атомной энергетики по физике деления минорных актинидов.
Обеспечена регулярная работа самого мощного в России линейного ускорителя протонов на проведение физических экспериментов, производство радиоизотопов, комплекс лучевой терапии.
Созданы уникальные приборы контроля параметров пучка и внедрены в целом ряде ведущих мировых научно-исследовательских центров. В частности, разработаны и внедрены приборы для измерения формы сгустка в проектах LINAC-4 в ЦЕРН и FAIR, GSI, Darmstate, LANSCE (США).
В 2017 г. в Гамбурге (Германия) при активном участии ИЯИ РАН, завершено сооружение и введён в научную эксплуатацию самый крупный в мире сверхпроводящий линейный ускоритель электронов Европейского рентгеновского лазера на свободных электронах XFEL. Осуществлён физический пуск самого Европейского лазера XFEL, на котором начались первые эксперименты. Разработан источник отрицательных ионов водорода для ускорительного комплекса ИФВЭ, Протвино, источник поляризованных ионов водорода для Нуклотрона и передний адронный калориметр в рамках мегапроекта НИКА, ОИЯИ, Дубна.
Разработаны технологии производства широкого спектра радиоактивных изотопов для диагностики и терапии в медицине и технических целей, создаётся центр лучевой терапии, где прошло лечение первых групп больных, разработаны инновационные приборы и методики медицинского и технического применения.
Получено новое ограничение сверху на массу фотона — менее 4,1×10−42 грамм из анализа данных астрономических наблюдений квазара через гравитационную линзу.

## Научные результаты
Результаты, полученные в институте и оказавшие наибольшее влияние на современную физику, включают:
- теоретическое описание[10] эффекта резонансных осцилляций нейтрино в веществе (эффект Михеева — Смирнова — Вольфенштейна, MSW), являющегося ключевым для понимания энергетической зависимости регистрируемого на Земле потока солнечных нейтрино;
- детектирование[11] нейтрино от основной термоядерной реакции в Солнце (pp-нейтрино) и измерение их потока в эксперименте SAGE на Баксанской нейтринной обсерватории под руководством В. Н. Гаврина. Помимо подтверждения осцилляций нейтрино, это стало первым прямым экспериментальным доказательством того, что источником энергии Солнца являются термоядерные реакции;
- регистрация[12] нейтрино от вспышки сверхновой 1987А на Баксанском подземном сцинтилляционном телескопе (БПСТ, Баксанская нейтринная обсерватория), позволившая подтвердить справедливость модели коллапса ядра массивной звезды и ограничить свойства целого ряда гипотетических элементарных частиц;
- наиболее строгое в мире[13] ограничение сверху на массу нейтрино, полученное[14] в эксперименте «Троицк-ню-масс»;
- разработка (М. А. Марков, И. М. Железных) и первая практическая реализация в экспериментах на озере Байкал (Г. В. Домогацкий) концепции детектирования астрофизических нейтрино высоких энергий с использованием больших объёмов природной воды или льда. На ней основана работа крупнейших современных (IceCube, Baikal-GVD, ANTARES) и будущих (IceCube-Gen2 и KM3NeT) нейтринных телескопов;
- теоретическое предсказание[15] обрезания спектра космических лучей сверхвысоких энергий из-за взаимодействия частиц с реликтовым излучением (эффект Грейзена-Зацепина-Кузьмина, GZK);
- теоретическое описание[16] электрослабого бариогенезиса в ранней Вселенной (В. А. Кузьмин, В. А. Рубаков, М. Е. Шапошников);
- теоретическая концепция[17] больших дополнительных пространственных измерений[18], в которых наблюдаемые частицы локализованы на трёхмерном многообразии (В. А. Рубаков, М. Е. Шапошников).

Кроме того, многие сотрудники института участвуют в работе крупных международных экспериментов, расположенных за пределами России (в том числе CMS, LHCb, ALICE в ЦЕРН, T2K в Японии, Telescope Array в США и др.) и входят в коллективы авторов всех сделанных там открытий.